# Lisanne Lejeune

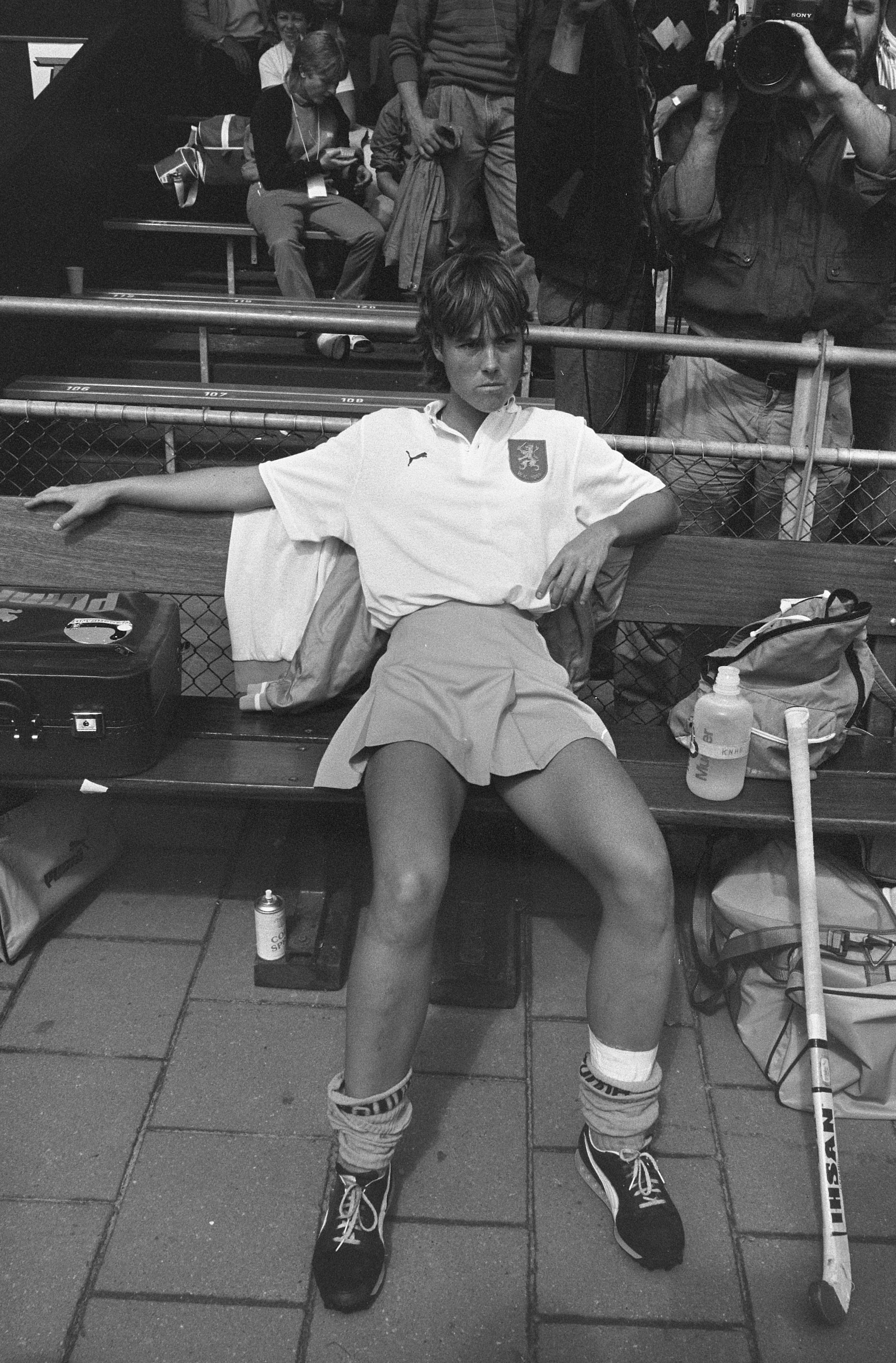
Lisanne Lejeune 1986

Elisabeth Anne Marie „Lisanne“ Lejeune (* 28. Juli 1963 in Den Haag) ist eine ehemalige niederländische Hockeyspielerin. Sie gewann mit der niederländischen Nationalmannschaft die olympische Bronzemedaille 1988. Sie war zweimal Weltmeisterin und einmal Europameisterin.

## Sportliche Karriere
Die 1,73 m große Verteidigerin wirkte zwischen 1984 und 1994 in 96 Länderspielen mit. Die Strafeckenspezialistin erzielte 91 Länderspieltore.
Bei der Weltmeisterschaft 1986 in Amstelveen gewannen die Niederländerinnen ihre Vorrundengruppe vor den Kanadierinnen. Nach einem 3:1-Halbfinalsieg über die Neuseeländerinnen gewannen die Niederländerinnen das Finale gegen die deutschen Damen mit 3:0. Lisanne Lejeune erzielte im Turnierverlauf 5 Tore, davon einen im Finale. Bei der Europameisterschaft 1987 in London gewannen die Niederländerinnen den Titel mit einem Finalsieg nach Verlängerung gegen die englische Mannschaft. Bei den Olympischen Spielen 1988 in Seoul unterlagen die Niederländerinnen im Halbfinale den Australierinnen mit 2:3. Im Spiel um Bronze bezwangen sie die britische Olympiaauswahl mit 3:1. Mit acht Toren war Lejeune Torschützenkönigin des olympischen Turniers. Die Weltmeisterschaft 1990 wurde in Sydney ausgetragen, die Mannschaft des Gastgeberlandes waren die Olympiasiegerinnen von 1988. Die Australierinnen und die Niederländerinnen gewannen jeweils ihre Vorrundengruppe und setzten sich auch im Halbfinale durch, die Niederländerinnen mit einem 5:0 über die Engländerinnen. Im Finale siegten die Niederländerinnen mit 3:1.
Auf Vereinsebene war Lisanne Lejeune für den HGC Wassenaar aktiv, mit dem sie mehrfach die niederländische Meisterschaft und den EuroHockey Champions Cup gewann.